# سیاوش اصلان
سیاوش اصلان (ترکی آذربایجانی: Səyavuş Aslan; ۵ سپتامبر ۱۹۳۵ – ۲۷ ژوئن ۲۰۱۳) بازیگر اهل جمهوری آذربایجان بود. وی بین سال‌های ۱۹۵۴ تا ۲۰۱۱ میلادی فعالیت می‌کرد.